# Muirancourt
Muirancourt é uma comuna francesa na região administrativa de Altos da França, no departamento de Oise. Estende-se por uma área de 5,68 km². Em 2010 a comuna tinha 580 habitantes (densidade: 102,1 hab./km²).